# Bron-Yr-Aur

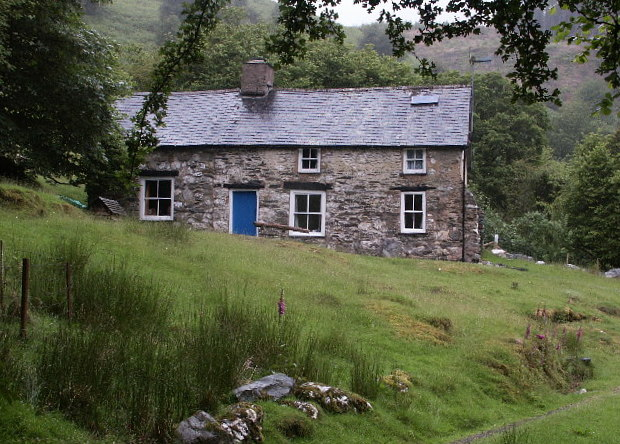
Bron-y-aur cottage nel 2004

Bron-Yr-Aur (che in lingua gallese significa "collina d'oro"), è il nome del cottage della famiglia di Robert Plant, cantante dei Led Zeppelin, in cui la band ha composto l'album Led Zeppelin III, che comprende il brano che ha reso celebre questa dimora, dal titolo "Bron-Y-Aur Stomp".